# Раздельная (приток Оби)
Раздельная (Гуменка, Верхняя Ельцовка) — река в России, протекающая по территории Бердска Новосибирской области. Впадает в Обское водохранилище.

## Названия
В источниках реку называют Раздельной, Верхней Ельцовкой или Гуменкой. Русский картограф XVII—XVIII веков Семён Ремезов обозначал её как Мнатош (Мултуик).

## Описание
Гуменка впадает в Новосибирское водохранилище. Уровень воды ежегодно понижается в период сбросов Новосибирской ГЭС.

## Ихтиофауна
В Раздельной обитают окунь, плотва, верхоплавка.

## Экологические проблемы
В апреле 2022 года в реке произошла массовая гибель рыбы. Начальник Ордынского отдела Государственного контроля Росрыболовства Михаил Трофимец предположил, что происшествие было связано «с чрезвычайным сбросом воды на Новосибирской ГЭС»

## Мосты
Через реку переброшен понтонный мост, построенный в 1980-х годах. После жалобы дачников в 2018 году от шести садовых сообществ Президенту Российской Федерации в 2022 году мост был отремонтирован.